# デビッド・オゾー
デビッド・イケチュク・オゾー（David Ikechukwu Ozoh, 2005年5月6日 - ）は、スペインのバレンシア州バレンシア出身のプロサッカー選手。ポジションはミッドフィールダー。

## 経歴

### 生い立ち・ユース
スペインで生まれる。両親は共にナイジェリア出身。幼少期にイングランドへ移住した。
2013年に8歳でクリスタル・パレスFCのユースアカデミーに加入した。

### クリスタル・パレスFC
2022年8月11日に最初のプロ契約を結んだ。
2023年1月21日、プレミアリーグのニューカッスル・ユナイテッドFC戦に途中出場し、クリスタル・パレスでは史上最年少となる17歳でプロデビューした。
2024年7月24日、ダービー・カウンティFCへシーズン終了までの期間でレンタル移籍。

## 代表歴
2023年にU-18イングランド代表に初選出された。

## 個人成績

### クラブ
| クラブ               | シーズン | リーグ         | リーグ戦 | リーグ戦 | カップ戦 | カップ戦 | リーグ杯 | リーグ杯 | 国際大会 | 国際大会 | その他 | その他 | 合計 | 合計 |
| クラブ               | シーズン | リーグ         | 出場     | 得点     | 出場     | 得点     | 出場     | 得点     | 出場     | 得点     | 出場   | 得点   | 出場 | 得点 |
| -------------------- | -------- | -------------- | -------- | -------- | -------- | -------- | -------- | -------- | -------- | -------- | ------ | ------ | ---- | ---- |
| クリスタル・パレスFC | 2022-23  | プレミアリーグ | 1        | 0        | -        | -        | -        | -        | -        | -        | -      | -      | 1    | 0    |
| クリスタル・パレスFC | 通算     | 通算           | 1        | 0        | -        | -        | -        | -        | -        | -        | 1      | 0      |      |      |
| 総通算               | 総通算   | 総通算         | 1        | 0        | -        | -        | -        | -        | -        | -        | 1      | 0      |      |      |